# Vasiliki (Ierapetra)
Vasiliki, Vassiliki oder Wassiliki (griechisch Βασιλική (f. sg.)) ist der Name eines Dorfes in der Gemeinde Ierapetra im Osten Kretas. Unweit des heutigen Dorfes, das 72 Einwohner zählt, fanden Archäologen die Überreste eines Dorfes aus Minoischer Zeit. Es ist eine der wenigen ausgegrabenen Siedlungen aus frühminoischer Zeit mit erkennbarer Straßenplanung. Außerdem ist nach dem Ort ein Keramikstil benannt (siehe dazu „Vassiliki-Stil“).

## Lage
Der Ort befindet sich im Gemeindebezirk Pachia Ammos in der Gemeinde Ierapetra, im Regionalbezirk Lasithi, auf einem Hügel im Norden des Isthmus von Ierapetra.

## Archäologische Stätte

### Ausgrabungen

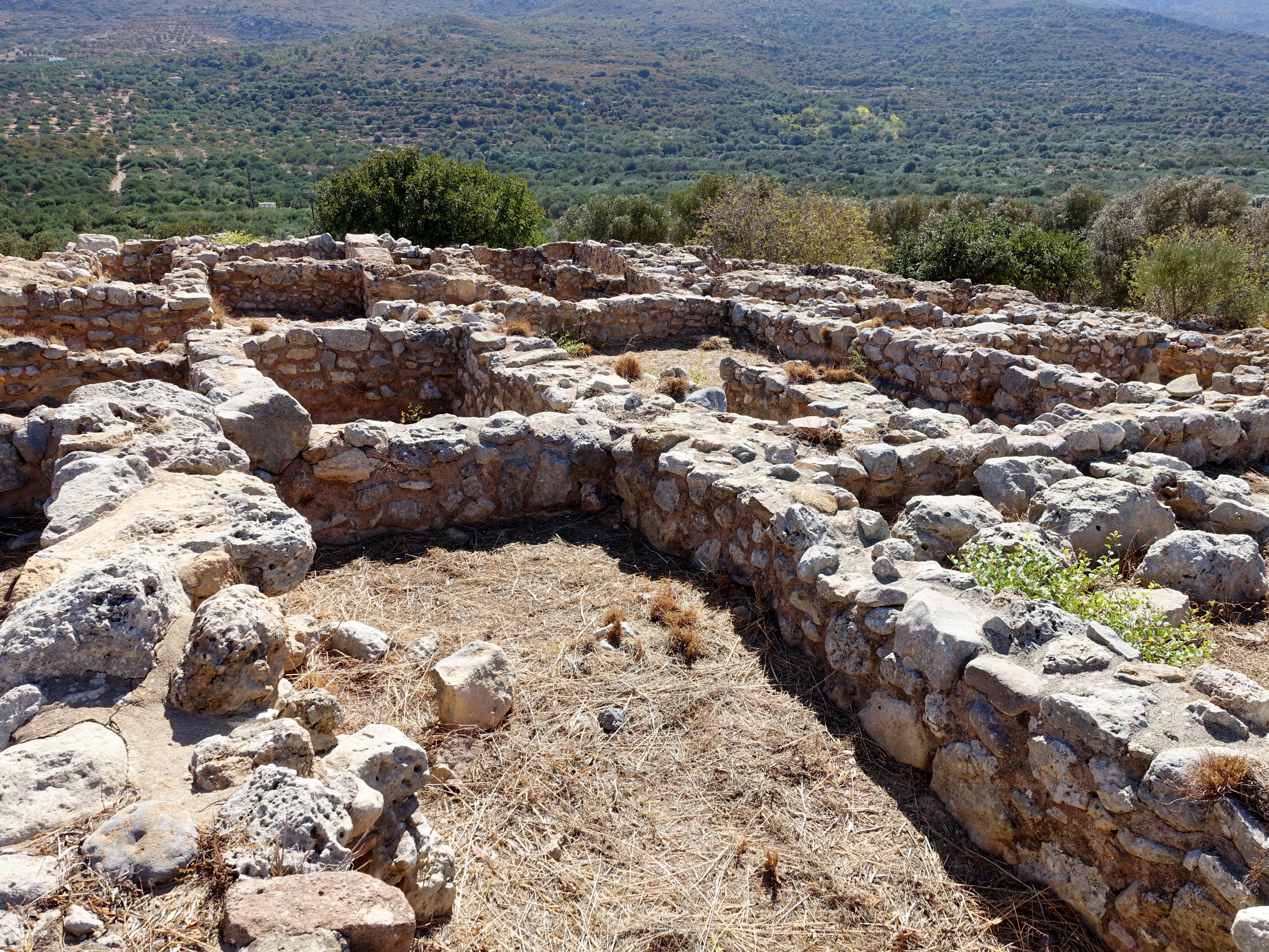
Grundmauern des frühminoischen Dorfes

Vasiliki wurde erstmals in den Jahren 1903, 1904 und 1906 von dem amerikanischen Archäologen Richard Berry Seager ausgegraben. Nikolaos Platon führte die Ausgrabungen 1953 fort. Später begann Antonios Zois mit der Ausgrabung, die von 1970 bis 1982 anhielt und 1990 erneut fortgesetzt wurde.

### Minoisches Dorf

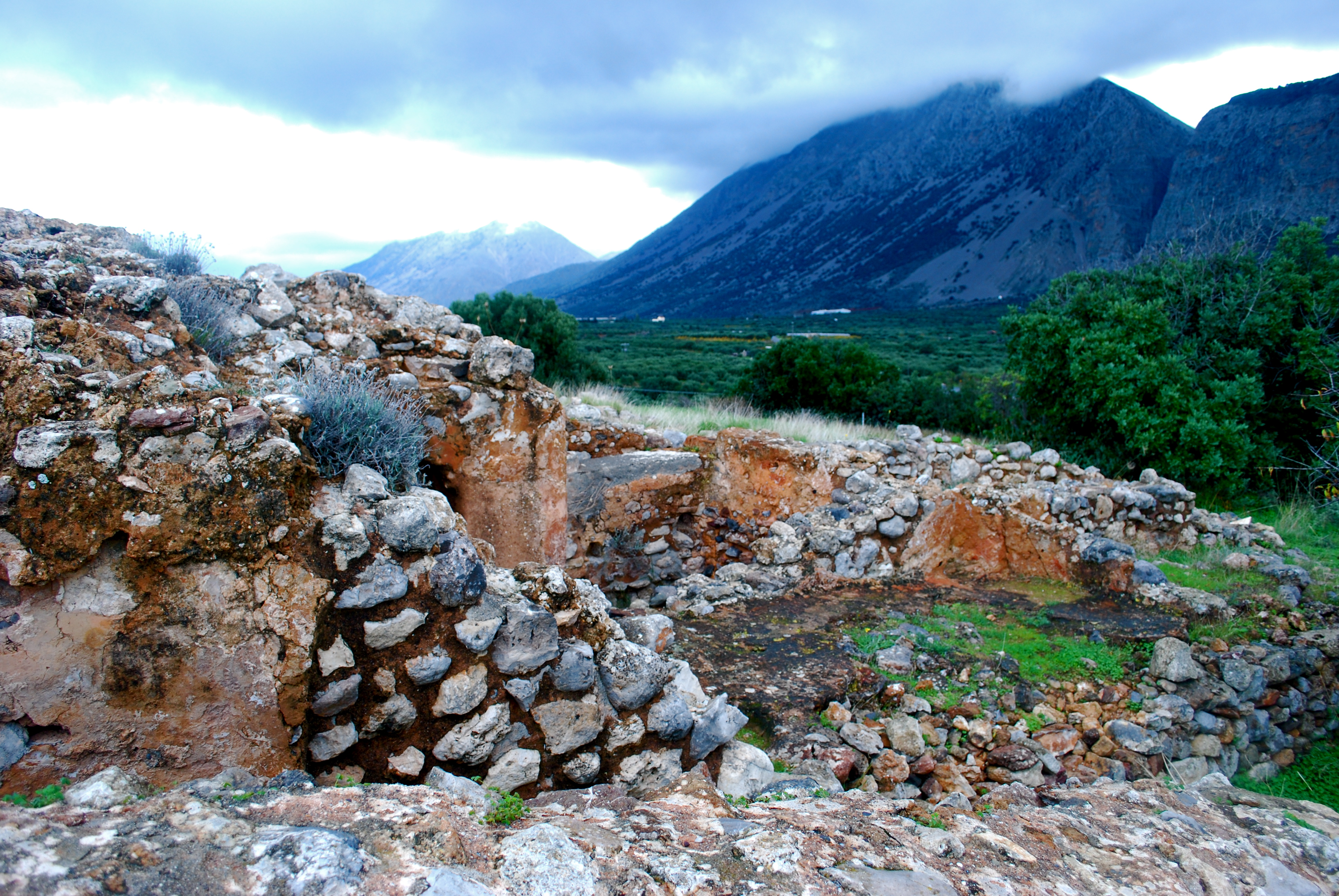
Ausgrabungsstätte von Vasiliki, im Hintergrund die Schlucht von Cha

Wie die Ausgrabungen ergaben, war das minoische Dorf von FM II  bis SM IA bewohnt. Durch die gute Lage konnte offenbar von hier aus der Isthmus von Ierapetra kontrolliert werden – dies könnte auch der Anstoß zur Gründung der Siedlung gewesen sein. Auch die Tatsache, dass die Siedlung um 2300 v. Chr. durch ein Feuer zerstört wurde und danach wieder aufgebaut wurde, bekräftigen die Annahme, dass die Siedlung eine gute Lage besaß.
Die ältesten Funde stammen aus der FM II A-Phase. Die verwendete Keramik war zu dieser Zeit mit geritzten Mustern verziert, parallel dazu fand man Keramik mit geometrischen Mustern, die mit dunkler Farbe auf den hellen Ton gemalt wurden. Am Ende von FM II A tauchen erstmals Töpfe im Vassiliki-Stil auf. Dieser wurde zum vorherrschenden Stil von FM II B und die letzten Exemplare finden sich noch während FM III. Zu dieser Zeit ist jedoch die „hell auf dunkel“-Keramik die beliebteste. Zu MM I A, zur Zeit der größten Ausdehnung der Siedlung, findet man wieder „dunkel auf hell“-Keramik. Nach der Zerstörung in MM II B haben wahrscheinlich die meisten Einwohner das Dorf verlassen, denn in der darauffolgenden Zeit finden sich nur noch spärliche Funde. Ein Kuppelgrab oberhalb von Vasiliki am Ort Agios Theodoros vom Ende von SM III C, zeigt, dass der Ort, wenn auch spärlich, noch besiedelt war.

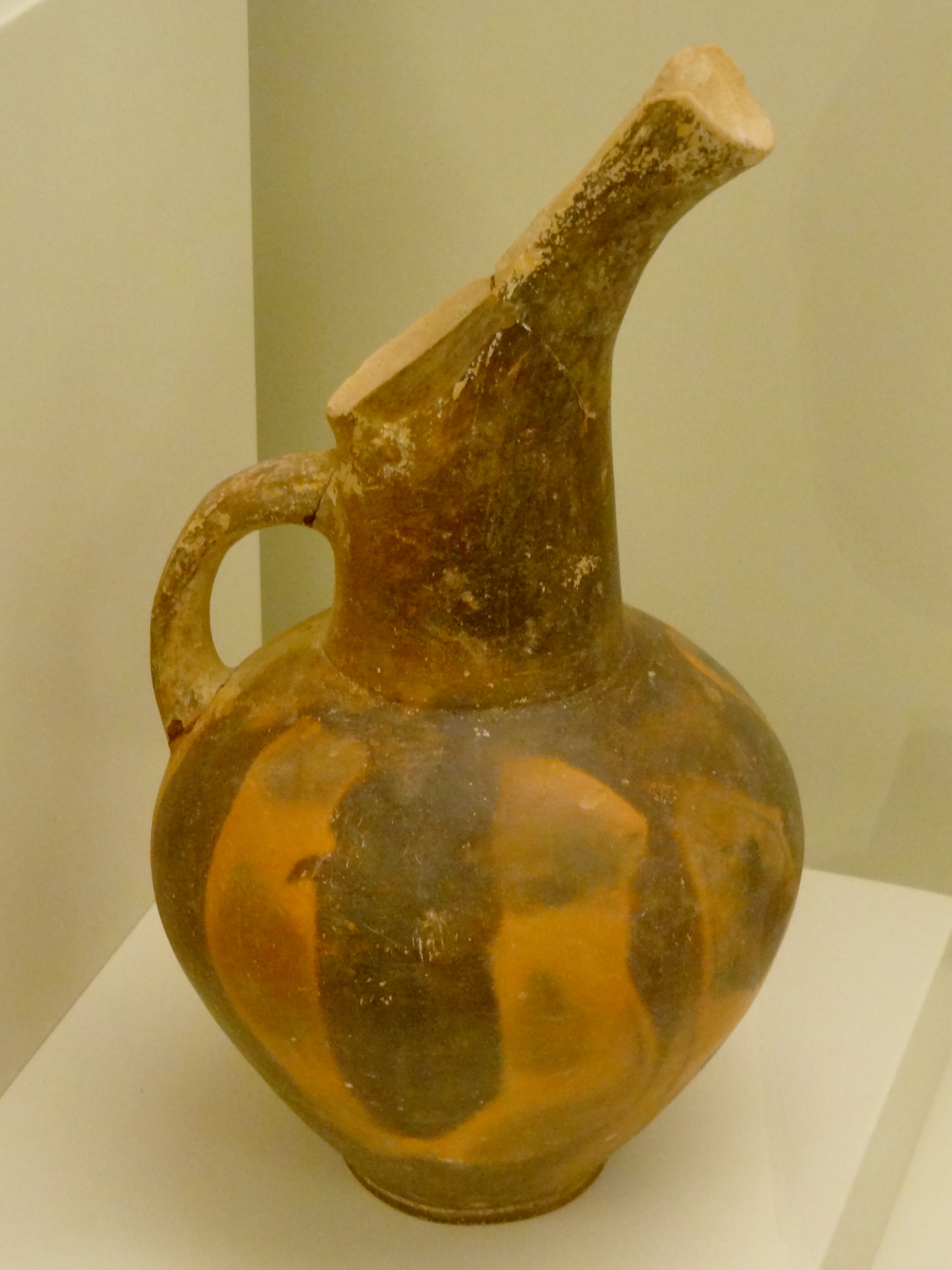
Schnabelkanne im Vassiliki-Stil

Lange Zeit wurde jedoch angenommen, dass es sich bei Vasiliki überhaupt nicht um ein Dorf, sondern um ein einzelnes Gebäude handelte. Richard Seager deutete nämlich den Gebäudekomplex, der auf dem Hügel lag, als einen Vorläufer der minoischen Paläste und nannte ihn „Das Haus auf dem Hügel“. Erst die Ausgrabungen von Antonios Zois brachten die heute allgemein anerkannte Deutung als einen aus mehreren, gleichrangigen Häusern bestehenden Komplex auf. Die Häuser weisen meist mehrere Stockwerke auf, weshalb sie im Vergleich zu anderen vorpalastzeitlichen Häusern weit entwickelt erscheinen. Im Unteren Stockwerk ist das sogenannte „Rote Haus“ erwähnenswert, das aufgrund des roten Putz so benannt wurde. Schätzungen von Antonios Zois zufolge lebten etwa 200 Menschen in dem Dorf.

## Osmanisches Fort
Etwa 400 m südsüdwestlich des Ortes befinden sich auf dem langgestreckten Hügel die Reste eines osmanischen Forts. Das nahezu quadratische Fort mit einer Fläche von etwa 50 Quadratmetern hatte Sichtverbindung zum nördlich und südlich gelegenen Fort. Es ist eines von vieren, die den Isthmus von Ierapetra absichern sollten.